# Résolution 1051 du Conseil de sécurité des Nations unies
Membres permanents
- Chine
- États-Unis
- France
- Royaume-Uni
- Russie

Membres non permanents
- Allemagne
- Botswana
- Chili
- Corée du Sud
- Égypte
- Guinée-Bissau
- Honduras
- Indonésie
- Italie
- Pologne

Résolution no 1050 Résolution no 1052
La résolution 1051 du Conseil de sécurité des Nations unies, adoptée à l'unanimité le 27 mars 1996, après avoir réaffirmé les résolutions 687 (1991), 707 (1991) et 715 (1991) sur la surveillance du programme d'armement irakien, a approuvé un mécanisme de surveillance des importations irakiennes. et les exportations d'appareils à « double usage ».
Le Conseil de sécurité a pris note des propositions des résolutions 661 (1991), 687 (1991) et 715 (1991) tendant à ce que la Commission spéciale des Nations unies et le directeur de l'Agence internationale de l'énergie atomique (AIEA) développent un mécanisme pour surveiller les importations et exportations irakiennes d'armes dans une lettre reçue le 7 décembre 1995.
Agissant en vertu du chapitre VII de la Charte des Nations unies, le Conseil de sécurité a approuvé les propositions sous réserve des dispositions de la présente résolution. Il a été affirmé que le mécanisme n'entraverait pas le fonctionnement des accords de non-prolifération futurs ou existants, et que les demandes de ventes à l'Irak faites par les pays ou les demandes irakiennes d'exportation devraient être adressées à la commission créée dans la résolution 661.
Tous les pays ont été invités à fournir des informations sur les armes livrées à l'Irak et à l'unité conjointe de la commission et de l'AIEA, ainsi qu'à informer ladite unité de toute tentative des entreprises de contourner le mécanisme, ainsi que des cas dans lesquels l'Irak n'a pas suivi la procédure. Dans un délai de 45 jours, les États membres devaient recevoir les informations pertinentes de la commission spéciale et du directeur général de l'AIEA concernant la mise en œuvre des procédures du mécanisme. Le Conseil de sécurité a exigé que l'Irak respecte toutes ses obligations dans le cadre du mécanisme. 
Depuis le 11 avril 1996, le secrétaire général Boutros Boutros-Ghali et le directeur général de l'AIEA sont tenus de rendre compte périodiquement des progrès accomplis tous les six mois.

## Voir également
- Politique étrangère de l'Irak
- Guerre du Golfe
- Invasion du Koweït
- Armes de destruction massive en Irak
- Sanctions contre l'Irak